# Satz von Brauer
Der Satz von Brauer ist ein Lehrsatz aus dem mathematischen Gebiet der Darstellungstheorie von Gruppen von Richard Brauer. Er besagt, dass jede lineare Darstellung einer endlichen Gruppe {\displaystyle G} in mehr oder minder einfacher Weise aus Darstellungen von sogenannten elementaren Untergruppen gewonnen werden kann. Dabei sind diese elementaren Untergruppen direktes Produkt einer p-Gruppe und einer zyklischen Gruppe. Zum Verständnis der Darstellungstheorie von {\displaystyle G} ist es also ausreichend, die Darstellungen ihrer zyklischen und ihrer p-Untergruppen zu kennen.

## Notation
Zuerst benötigen wir einige Definitionen:
Eine Gruppe heißt {\displaystyle p}-elementar, falls sie das direkte Produkt einer zyklischen Gruppe von Primzahlordnung {\displaystyle p} mit einer {\displaystyle p}-Gruppe ist.
Eine Untergruppe von {\displaystyle G} heißt elementar, falls sie {\displaystyle p}-elementar für mindestens eine Primzahl {\displaystyle p} ist.
Eine Darstellung von {\displaystyle G} heißt monomial, falls sie von einer {\displaystyle 1}-dimensionalen Darstellung einer Untergruppe von {\displaystyle G} induziert ist.

## Satz von Brauer
Jeder Charakter einer endlichen Gruppe {\displaystyle G} ist eine ganzzahlige Linearkombination von Charakteren, die von Charakteren elementarer Untergruppen induziert werden.
Ein Beweis und eine ausführlichere Erläuterung der von Brauer aufgestellten Theorie findet sich in Büchern von Jean-Pierre Serre und Serge Lang.

## Anwendungen
Da {\displaystyle p}-elementare Gruppen nilpotent und damit überauflösbar sind, kann folgender Satz aus angewendet werden:
Satz
Sei {\displaystyle G} eine überauflösbare Gruppe. Dann ist jede irreduzible Darstellung von {\displaystyle G} induziert von einer {\displaystyle 1}-dimensionalen Darstellung einer Untergruppe von {\displaystyle G.} D. h., jede irreduzible Darstellung von {\displaystyle G} ist monomial.
Damit erhalten wir als Folgerung aus dem Satz von Brauer:
Satz
Jeder Charakter von {\displaystyle G} ist eine ganzzahlige Linearkombination von monomialen Charakteren.